# 양시칠리아의 테레사 크리스티나
양시칠리아의 테레사 크리스티나(Teresa Cristina di Borbone-Due Sicilie, 1822년 3월 14일 ~ 1889년 12월 28일)는 브라질 제국 페드루 2세의 황후다.

## 생애
양시칠리아 왕국의 프란체스코 1세와 그의 두 번째 왕비 스페인의 마리아 이자벨라 사이에서 태어났다. 페르난도 7세의 왕비 양시칠리아의 마리아 크리스티나는 그녀의 언니이다. 테레사의 아버지 프란체스코 1세는 일찍 세상을 떠났고 어머니 마리아 이자벨라는 그녀에게 관심을 기울이지 않았다.
1842년 9월 4일 테레사는 네 살 연하의 페드루와 결혼했다. 페드루는 아름답지 않은 외모에, 당시로서는 결혼적령기가 지난 테레사를 보고 실망했다. 그러나 테레사는 배려심이 깊고 지적인 여성이었고 예술에 재능이 있었으며 두 사람은 비슷한 분야에 대한 관심과 공통된 취미를 가지고 있었다. 그녀는 브라질에 시집오면서 예술가와 학자들을 데려왔고, 고고학 연구를 후원하기도 했다. 테레사는 남편을 헌신적으로 내조했고 자신의 의무를 충실히 이행했으며 사람들에게 존경받았다. 부부간의 애정은 열정적인 것은 아니었지만 서로를 존중했다. 페드루 2세는 아내 외에도 몇 명의 애첩이 있었지만 가정은 단란했다.
1889년 11월 15일 쿠데타로 왕정이 폐지된 사건은 그녀에게 큰 충격을 안겨주었다. 유럽으로 향하는 배 안에서 그녀는 갑자기 건강이 악화되었고 포르토에 도착했을 땐 이미 손쓸 방도가 없었다. 12월 28일 그녀는 심장발작으로 죽었고 브라질 사람들은 황후의 죽음을 애도했다. 테레사의 유해는 브라간사 왕가의 영묘에 묻혔다가 페트로폴리스에 이장되었다. 테레사가 생전에 수집한 예술품들은 테레사 마리아 크리스티나 컬렉션이라고 명명되어 유네스코 세계기록유산에 등재되어 있다.

## 자녀
| 사진 | 이름                      | 생일            | 사망                   | 기타                                                |
| ---- | ------------------------- | --------------- | ---------------------- | --------------------------------------------------- |
|      | 아폰수 황태자             | 1845년 2월 23일 | 1847년 6월 11일(2세)   | 요절                                                |
|      | 이자베우 두 브라질 황태녀 | 1846년 7월 29일 | 1921년 11월 14일(75세) | 가스통 도를레앙과 결혼, 3남                         |
|      | 레오폴지나 공주           | 1847년 7월 13일 | 1871년 2월 7일(23세)   | 루트비히 아우구스트 폰 작센코부르크고타와 결혼, 4남 |
|      | 페드루 황태자             | 1848년 7월 19일 | 1850년 1월 9일(1세)    | 요절                                                |